# Włodzimierz Tyszler
Włodzimierz Tyszler (ur. 18 sierpnia 1944 w Nowym Sączu, zm. 14 września 2006 w Mississauga) – polski śpiewak operowy. Ukończył Państwową Wyższą Szkołę Muzyczną we Wrocławiu. 
Debiutował w 1973 we wrocławskiej operze i z wrocławską sceną jako solista związany był do 1987.